# Bangxi
Bangxi är en köping i Kina. Den ligger i provinsen Hainan, i den södra delen av landet, omkring 150 kilometer sydväst om provinshuvudstaden Haikou. Antalet invånare är 11 110. Befolkningen består av 4 969 kvinnor och 6 141 män. Barn under 15 år utgör 22,0 %, vuxna 15-64 år 71 %, och äldre över 65 år 6,0 %.
Runt Bangxi är det ganska tätbefolkat, med 75 invånare per kvadratkilometer. Närmaste större samhälle är Yaxing, 19,3 km öster om Bangxi. Omgivningarna runt Bangxi är en mosaik av jordbruksmark och naturlig växtlighet.
Genomsnittlig årsnederbörd är 2 369 millimeter. Den regnigaste månaden är juli, med i genomsnitt 411 mm nederbörd, och den torraste är januari, med 20 mm nederbörd.